# Merscom
Merscom ou Merscom Games est un éditeur américain de jeux vidéo fondé en 1993 et basé à Chapel Hill en Caroline du Nord. Ce studio a développé plus de 250 jeux pour des sociétés comme AETN Lifetime, Starz Entertainment, National Geographic, Paramount Pictures et NBC Universal et s'est lancé sur le marché des jeux sociaux fin 2009.
En avril 2010, Mercom est racheté par Playdom puis fin juillet 2010, Playdom est intégré Disney Interactive Media Group comme filiale de la Walt Disney Company.

## Historique
En 1993, Kirk Owen et Lloyd Melnick fonde le studio de développement de jeux vidéo.
Le 4 novembre 2009, Merscom annonce qu'elle va diversifier sa production en créant des jeux sociaux pour Facebook et MySpace.
Le 26 avril 2010, Playdom achète le studio Merscom.
Le 27 juillet 2010, Disney officialise l'achat de Playdom pour la somme 563,2 millions d'USD et son intégration au Disney Interactive Media Group.

## Production
Le studio développe des jeux pour plusieurs plateformes : Microsoft Windows, Mac OS X, iPhone et Facebook
- Alice in Wonderland
- Blood Ties (Microsoft Windows/Mac OS X)
- Coyote's Tale: Fire and Water (Microsoft Windows/Mac OS X)
- Crazies (Facebook)
- Create a Mall (Microsoft Windows/Mac OS X/iPhone)
- East Side Story
- Empire Builder: Ancient Egypt
- Fashion Fix (iPhone)
- Ghost in the Sheet
- Hospital Hustle (Microsoft Windows/Mac OS X)
- Hostile Makeover
- Lost City of Z
- Masquerade Mysteries : The Case of the Copycat Curator
- Mystery of Cleopatra
- Mystery of Mary Celeste
- Mystic Emporium (Microsoft Windows/Mac OS X)
- Nanny 911
- National Geographic presents: Herod's Lost Tomb (Microsoft Windows/Mac OS X/iPhone)
- Party Down
- Plan It Green (Microsoft Windows/Mac OS X/Facebook/iPhone)
- Righteous Kill 2 (Microsoft Windows/Mac OS X)
- The Tudors' (Microsoft Windows/Mac OS X)
- Time Stand Still
- Winemaker Extraordinaire (Microsoft Windows/Mac OS X)
- Wisegal